# Mus vulcani
Mus vulcani is een knaagdier uit het geslacht Mus dat voorkomt in de tropische bergregenwouden van westelijk Java. Deze soort is het nauwst verwant aan de andere soorten van het ondergeslacht Coelomys. Door sommige auteurs is deze soort als een ondersoort van de Sumatraanse soort M. crociduroides gezien. Op deze soort is de luis Polyplax serrata gevonden.
Deze soort heeft een donkerbruine rugvacht en een grijsachtige onderkant. De voeten en de staart zijn zwart. Het gewicht bedraagt gemiddeld 20,2 g, de kop-romplengte 93,3 mm, de staartlengte 87,9 mm, de achtervoetlengte 22,27 mm en de schedellengte 25,59 mm.